# Abakan (rivier)
Abakan, Grote Abakan of Bolsjoj Abakan (Russisch: Абакан, Большой Абакан; van het Chakassisch voor "Berenbloed") is een Russische rivier die ontspringt in Zuid-Siberië aan de voet van het Altaigebergte en in de stad Abakan in de Jenisej uitmondt. De lengte van de rivier bedraagt 514 km. De bron ligt op een hoogte van circa 2000 meter bij de zuidgrens van Chakassië. Na bijna 190 km mondt de Kleine Akaban erin uit. Tot de omgeving van het dorp Bolsjoj Monok is het een bergrivier, daarna stroomt hij door de Minoesinskdepressie. De monding ligt op een hoogte van 243 meter; het stroomgebied heeft een oppervlak van 32.000 km² en de waterafvoer is gemiddeld 380 m³/sec. Wegens bevriezing is de waterafvoer van november t/m maart vrij gering. Belangrijke functies van de Abakan en haar zijrivieren zijn het transport van boomstammen en irrigatie van de landbouwgebieden van Minoesinsk.
- Gemeinsame Normdatei: 4690479-7
- Nationale Bibliotheek van Tsjechië: ge929377
- Nationale Bibliotheek van Israël: 987007541989105171
- Virtual International Authority File: 315132516